# والتر إدوارد هوفمان
والتر إدوارد هوفمان (بالإنجليزية: Walter Edward Hoffman) هو قاضي ومحامي أمريكي، ولد في 18 يوليو 1907 في جيرسي سيتي في الولايات المتحدة، وتوفي في 21 نوفمبر 1996 في نورفولك في الولايات المتحدة.